# Yr Wyddfa

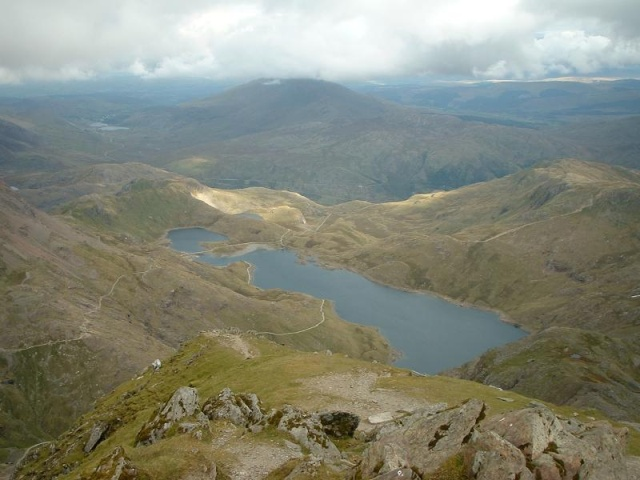
Snowdon, utsikt österut

Yr Wyddfa eller Snowdon är  det högsta berget i Wales. Det är beläget i nationalparken Eryri och i kommunen  Gwynedd i nordvästra delen av Wales. 
Berget, som genom flera djupa klyftor (cwm) har skilda partier, består av skiffer och granit. Den högsta spetsen, Moel yr Wyddfa, når en höjd av 1 085 m. Det uppstod genom vulkanisk aktivitet under ordovicium och har formats av inlandsisen som bildat den pyramidformade toppen av Yr Wyddfa, liksom de närliggande bergsryggarna Crib Goch och Y Lliwedd. Clogwyn Du'r Arddu kallas ett stup som är populärt bland klättrare. En kuggstångsbana för från Llanberis till toppen, från vilken man har en vidsträckt utsikt. Från toppen kan man en klar dag se till England, Skottland och Irland.